# Ferdinand Frick
August Ferdinand Frick, född 1878, död 1939, var en svensk-brasiliansk skulptör.
Ferdinand Frick utbildade sig i Sverige för John Börjeson och Christian Eriksson, därefter under en flerårig vistelse i Frankrike och Tyskland. År 1913 flyttade han till Brasilien, där han verkade som professor vid statens tekniska skola i São Paulo. Han erhöll flera viktiga uppdrag, och utförde bland annat den skulpturala dekoren av São Paulos katedral, och utfört flera andra monument, bland annat Sista skymten av Sverige.